# Take Back the Night
„Take Back the Night” este un cântec înregistrat de compozitorul și cântărețul american Justin Timberlake pentru al patrulea lui album de studio, The 20/20 Experience – 2 of 2 (2013). Timberlake a scris și produs cântecul împreună cu Timothy „Timbaland” Mosley și „Jerome J-Roc” Harmon, cu ajutorul lui James Fauntleroy. Cântecul a fost lansat pe 12 iulie 2013 de către RCA Records ca primul single de pe The 20/20 Experience – 2 of 2. „Take Back the Night” este un cântec disco și R&B ale cărui versuri se adresează unei posibile iubiri.
Cântecul a primit păreri împărțite din partea criticilor muzicali, care au complimentat influența din Michael Jackson și disco groove, însă alții au considerat cântecul ca fiind un single banal. Comercial vorbind, cântecul a devenit unul dintre cele mai prost clasate single-uri ale lui, atingând cu greu topurile 40 în majoritatea țărilor. Cântecul a primit controverse cu fundația anti-viol Take Back the Night care au observat similtitudini între titlul piesei și cel al fundației.

## Versiuni
| - CD single 1. „Take Back the Night” (versiunea albumului) – 5:53 2. „Take Back the Night” (Radio edit) – 4:33 | - versiune digitală 1. „Take Back the Night” – 5:55 |

## Topuri

### Topuri săptămânale
| Top (2013)                           | Poziție de top |
| ------------------------------------ | -------------- |
| Australia (ARIA)                     | 57             |
| Australia Urban (ARIA)               | 11             |
| Belgia (Ultratop 50 Flanders)        | 26             |
| Belgium Urban (Ultratop Flanders)    | 6              |
| Belgia (Ultratop 50 Wallonia)        | 45             |
| Canada (Canadian Hot 100)            | 23             |
| Danemarca (Tracklisten)              | 37             |
| Franța (SNEP)                        | 85             |
| Germania (Media Control Charts)      | 52             |
| Irlanda (IRMA)                       | 49             |
| Italia (FIMI)                        | 47             |
| Japonia (Japan Hot 100)              | 15             |
| Olanda (Single Top 100)              | 38             |
| România (Romanian Top 100)           | 97             |
| Scoția (Official Charts Company)     | 31             |
| Elveția (Schweizer Hitparade)        | 48             |
| UK Singles (Official Charts Company) | 22             |
| US Billboard Hot 100                 | 29             |
| US Hot R&B/Hip-Hop Songs (Billboard) | 8              |
| US Adult Top 40 (Billboard)          | 21             |
| US Mainstream Top 40 (Billboard)     | 14             |
| US Rhythmic (Billboard)              | 10             |

### Topuri de sfârșit de an
| Top (2013)                           | Poziție |
| ------------------------------------ | ------- |
| Belgium Urban (Ultratop Flanders)    | 33      |
| Japonia (Japan Hot 100)              | 100     |
| UK Singles (Official Charts Company) | 171     |
| US Hot R&B/Hip-Hop Songs (Billboard) | 44      |

## Datele lansării
| Țara          | Data           | Format            | Casa de discuri |
| ------------- | -------------- | ----------------- | --------------- |
| Franța        | 12 iulie 2013  | versiune digitală | Sony            |
| Germania      | 12 iulie 2013  | versiune digitală | Sony            |
| Irlanda       | 12 iulie 2013  | versiune digitală | Sony            |
| Italia        | 12 iulie 2013  | versiune digitală | Sony            |
| Țările de Jos | 12 iulie 2013  | versiune digitală | Sony            |
| Noua Zeelandă | 12 iulie 2013  | versiune digitală | Sony            |
| Regatul unit  | 12 iulie 2013  | versiune digitală | RCA             |
| SUA           | 12 iulie 2013  | versiune digitală | RCA             |
| SUA           | 16 iulie 2013  | Radio contemporan | RCA             |
| Italia        | 26 iulie 2013  | Radio contemporan | Sony            |
| SUA           | 6 august 2013  | Hot AC radio      | RCA             |
| SUA           | 19 august 2013 | Radio urban       | RCA             |
| Germania      | 30 august 2013 | CD single         | Sony            |